# زيمبابوي في الألعاب الأولمبية
زيمبابوي في الألعاب الأولمبية الألعاب الأولمبية هي من أهم الأحداث الرياضية في زيمبابوي ، تقوم اللجنة الأولمبية لزيمبابوي بالإشراف في شؤون مشاركة زيمبابوي في الألعاب الأولمبية، شاركت زيمبابوي أول مرة في الألعاب الأولمبية في دورة 1924 في باريس في فرنسا تحت اسم روديسيا،  فازت زيمبابوي حتى الآن في مشوارها في الألعاب الأولمبية الصيفية بمجموع 8 ميداليات في الألعاب الأولمبية الصيفية منها 2 ذهبية و 4 فضية و 1 برونزية، وأكثر الرياضات التي تنافس فيها السباحة و هوكي الحقل و سباق الدراجات الهوائية.
في الألعاب الأولمبية الشتوية شاركت أرمينيا أول مرة في دورة 2014 في سوتشي في روسيا ولم تفز حتى الآن بأي ميدالية في الألعاب الشتوية.